# M-95 Degman
M-95 Degman ili M-95 MBT je nastao od licence za proizvodnju ruskog tenka T-72  koji se u Hrvatskoj proizvodio pod nazivom M-84A u tvornici „Đuro Đaković specijalna vozila d.d.“. Kasnije je napravljen tenk s nekim modifikacijama i nazvan je M-84A4. Jugoslavija je 1980-ih počela s razvojem novog tenka nazvanog M-91 Vihor. Prije nego što je završen razvoj Vihora, Jugoslavija se raspala, a neki dijelovi tog tenka su završili u Hrvatskoj. Kasnije Hrvatska u tvornici „Đuro Đaković specijalna vozila d.d.“ dovršava M-91 Vihora (po nekim izvorima su dovršena dva prototipa). Kombinacijom najboljih tehničkih rješenja s M-84A4 i M-91 Vihora je napravljen suvremeni hrvatski tenk Degman.
Degman je težak 44 tone (2 tone teži od M-84A4) i ima novi softicirani sustav koji mu pomaže da brže pronalazi i uništava više ciljeva istovremeno.
Degman predstavlja borbeni tenk koji je uspješno izveden spoj dobrih karakteristika tenka M-84 i suvremenih rješenja. Zadržana su osnovna dobra svojstva tenka M-84: niska silueta, mala masa, velika specifična snaga i snažno naoružanje. Ugradnjom poboljšanog sustava upravljanja paljbom (SUP), termovizijske sprave, laserskog detektora, poboljšanog sustava pokretanja kupole, ugradnjom eksplozivno reaktivnog oklopa dobiva se suvremeni tenk iznimnih svojstava.
Degman još nije u serijskoj proizvodnji iako je za njega zainteresiran Kuvajt. Hrvatska vojska ima jedina dva prototipa Degmana.

## Oklopna zaštita
Na području oklopne zaštite dodana je nova višeslojna kupola koja se sastoji od četiri sloja titana, dva sloja volframa i tri sloja keramičkih umetaka s dodatnim reaktivnim oklopom nepoznate generacije, sustavom upozorenja na laserske zrake kontrasprava i vođenih protutenkovskih projektila (LIRD), automatsko izbacivanje dimnih zavjesa, zaštita posade od krhotina i mina. Uz značajnu suradnju s izraelskim ELBIT-om dodan je eksplozivno-reaktivni oklop na kupolu i tijelo sprijeda i na bočnim stranama tenka, međutim, ploče reaktivnog oklopa tipa RRAK su prevelike, što znači da nakon jednog pogotka ostaje veliko nezaštićeno područje, također postoji veliki problem nedostatne zaštite od novijih generacija protuoklopnih sredstava, kao što su projektili s tandem nabojem FGM-148 Javelin, BGM-71 TOW i sl, čije je djelovanje dvostruko a obuhvaća prethodno uništenje eksplozivnog reaktivnog sloja, te potpuni ili djelomični proboj trupa, RRAK ploče su osim toga nedostatna zaštita i od sve moćnijih novih generacija kinetičkih penetratora s osiromašenim uranom. Zbog navedenih nedostataka, u daljnjem se razvoju tenka nameće primjena "soft kill" elektro-optičkih protumjera zaštite oklopa, kakav je sustav elektroničkog ometanja Shtora, odnosno hard kill mjera, uz primjenu naprednih neenergetskih i neeksplozivnih reaktivnih oklopa, kao što su NERA i NxRA, koji su manje mase i neškodljivi za ljudstvo u neposrednoj blizini vozila. Zamjetna je i vrlo slaba zaštita stražnje strane vozila od napda protuoklopnim sredstvima kao što je RPG-7, što se može dijelom riješiti primjenom rešetkastih balističkih zavjesa.
Degman ima po 6 bacača dimnih kutija sa svake strane kupole, što dodatno povećava vjerojatnost preživljavanja na bojištu.

## Sustav upravljanja paljbom i aktuatori
Degman ima elektronički pokretanu kupolu i top, sustav upravljanja paljbom Omega D, termovizijska kamera za dnevno-noćne i otežane uvjete, sposobnost lociranja i uništavanja više ciljeva odjednom itd.  Može se birati između topa promjera 120 mm ili 125 mm s automatskim punjenjem i može koristiti 3 vrste dvodjelnog (tandem) streljiva:
- eksplozivno-rasprskavajuće (TF) namijenjeno uništenju lakše opklopljenih meta, početne brzine do 850 m/s dometa do 6 km,
- kumulativnog (KM) za protuoklopnu borbu, početne brzine 905 m/s, dometa 4 km,
- potkalibarnog (PK) za protuoklopnu borbu, početne brzine 1785 m/s, dometa do 4 km.

Punjenje topa je automatsko - elektromehaničko, čime se smanjio broj članova posade na 3. Borbeni komplet za glavni top iznosi 42 granate, od kojih su 22 smještene u automatski punjač. Brzina paljbe je do 8 granata u minuti.
Sustav upravljanja paljbom (SUP) Omega D je proizvod slovenske tvrtke Fotona. SUP ima dnevni i noćni kanal, brzinu stabilizacije topa u dvije ravnine za manje od 1 tisućinke sekunde, a kupola je hidraulički pokretana. SUP je izveden kao stabilizirana laserska ciljnička sprava, lasera tipa Nd-Yag dometa 0,2 do 10 km, s uvećanjem 10 puta koje omogućuje pojačalo 2. generacije.  
Sekundarno naoružanje čine daljinski upravljive borbene stanice Samson RCWS odnosno dvije strojnice: jedna suspregnuta 7,62 mm (2000 metaka u kompletu) i jedna protuzrakoplovna 12,7 mm strojnica koja je postavljena na krov kupole i namijenjena je zapovjedniku (360 metaka u kompletu)
Sprava zapovjednika je modela COMTOS s integriranim DNKS-2 dan/noć vizirom za zapovjednika.
Specifikacije Računala
- Minimalni azimut raspona paljbe; ± 0,25 tisućitih
- Minimalna elevacija raspona paljbe; ± 0,2 tisućitih
- Točnost izračuna; 0,1 tisućitih
- Bočni nagib; ± 15°
- Bočni vjetar	± 40 m/s

## Pokretljivost
Degman za kretanje koristi Dieselov motor s 1200 ks što mu daje dobar omjer mase i snage (27 ks/t) i maksimalnu brzinu od 70 km/h. Ubrzava do 35 km/h za 8,5 sekundi a uz spremnik goriva od 1450 litara domet mu je 700 km. Može bez problema prijeći preko okomitu zapreku visine do 0,85 metara, preko rova širine 2,8 m i savladati vodenu prepreku dubine do 1,8 m bez ikakve pripreme. Ako se doda disalica, može savladati prepreku dubine do 5 metara. 

## Daljni razvoj i serijska proizvodnja
Nakon što je u razvoj tenka od 1993. do 2004. godine uloženo približno 3 milijuna dolara, 2004. godine je do daljnjega zaustavljena planirana proizvodnja tenkova za potrebe HV-a, 
prema tadašnjem pisanju Večernjeg lista kontroverzni HDZ-ov ministar obrane Berislav Rončević najavio je da HV neće nabavljati veće količine tenkova, što je u tvornici Đuro Đaković dočekano s velikim razočaranjem s obzirom na to da tenkovi koji nisu u sastavu kopnenih snaga matične države proizvođača nemaju značajnog izvoznog potencijala na međunarodnom tržištu. 
Ipak tom je prilikom iz MORH-a naglašeno kako se od daljnjeg razvoja ne odustaje, već je riječ tek o zamjeni prioriteta, gdje se prednost daje proizvodnji oklopnih borbenih vozila. Nakon dužeg selekcijskog postupka između više ponuda za novo oklopno borbeno vozilo Hrvatske kopnene vojske u srpnju 2007. godine MORH je odabrao vozilo Patria AMV finskog proizvođača. Cijela je nabava obilježena velikom kontroverzom oko nepravomoćne presude Finskog suda u Haemeenlinna prema kojoj su finski menadžeri tvrtke Patria, već prije optuženi za davanje mita u slučaju prodaje vozila Sloveniji, akviziciju u Hrvatskoj osigurali davanjem mita u iznosu od 1,6 milijuna eura tadašnjem predsjedniku Stjepanu Mesiću i direktoru tvornice Đuro Đaković Bartolu Jerkoviću a spomenute navode Mesić je u više navrata odbacio kao neutemeljene. Cijela je afera naposljetku nakon osam godina okončana odlukom o odbacivanju svih optužbi od strane finskog Vrhovnog suda iz veljače 2016. godine, na koju državni odvjetnik Jukka Rappe nije u zakonskom roku podnio žalbu. 
U budućnosti će se tek pokazati hoće li MORH za posao opremanja HV-a modernim glavnim tenkovima odabrati hrvatsku vojnu industriju, odnosno daljnji razvoj Degmana koji ima značajan potencijal, što bi značajno potaklo razvoj domaće vojne industrije i visoke tehnologije ili će se odustati od domaće tehnologije u svrhu nabave tenkova inozemnih proizvođača u okviru neke nove značajnije nabave vojne tehnike.

## Vanjske poveznice
- (hr) Službene stranice Đure Đakovića  Arhivirana inačica izvorne stranice od 5. siječnja 2007. (Wayback Machine)
- (hr) Tehnički opis tenka Degman  Arhivirana inačica izvorne stranice od 19. rujna 2011. (Wayback Machine) (PDF)
- (en) [neaktivna poveznica]